# Demian
Demian: Dzieje młodości Emila Sinclaira – powieść niemieckiego pisarza Hermanna Hessego. Napisał ją w roku 1917, wydana została w roku 1919 pod pseudonimem Emil Sinclair, pod którym Hesse zmuszony był publikować swoje artykuły od 1917 roku.
Demian opowiada o dojrzewaniu głównego bohatera i odnajdowaniu własnej tożsamości za pośrednictwem przyjaciela, Maksa Demiana. Emil Sinclair przeżywa wiele wątpliwości, szybko również zauważa swoją odmienność. Demian uświadamia mu rzeczywiste, duchowe przyczyny tych rozterek. Wtajemnicza go w to, co w życiu najważniejsze, pomaga mu odciąć się od tego, co go zniewala. Poprzez swoje działania pomaga mu nie tylko odnaleźć siebie, ale i zjednoczyć się z innymi ludźmi.
W powieści widać wyraźny wpływ, jaki wywarł na autora Carl Gustav Jung i jego myśl psychologiczna. Losy bohatera oddają proces indywiduacji.